# 活魚

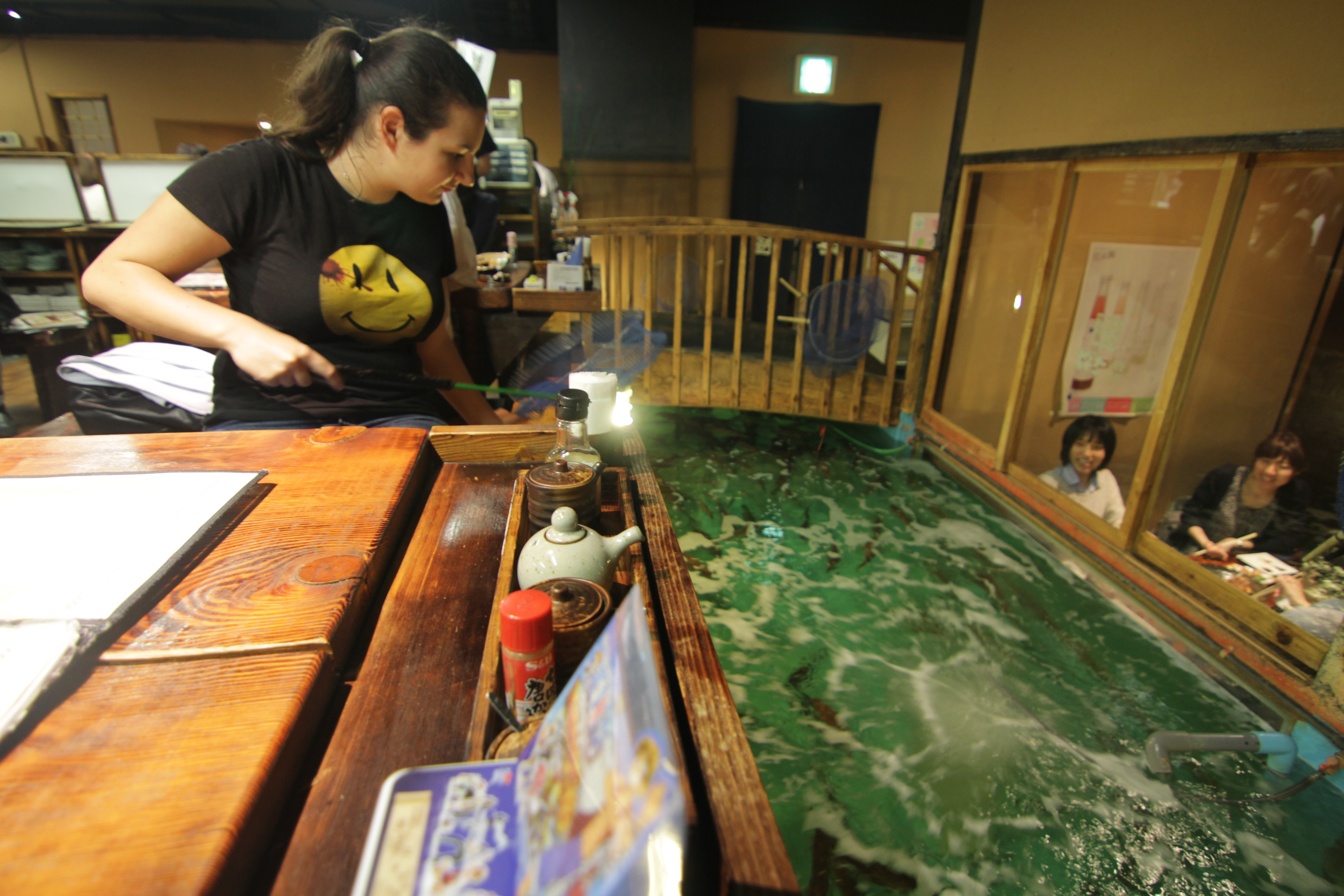
生け簀

活魚（かつぎょ）とは、生きたまま飲食店など調理する場に輸送する魚介類をいう。その輸送方法は活魚輸送という。冷蔵庫・冷凍庫など生鮮食品を鮮度を維持したまま輸送する技術は、冷蔵車（鉄道コンテナや自動車）の発達以降、より広い範囲で生の食材が得られるまでに発達している。活魚はそれを更に進め、文字通り「採れたて新鮮」の状態を目指している。
活魚は、寿司や刺身といった活きの良い食材を尊ぶ日本の食文化が産んだ輸送技術である。魚を生きたまま輸送するために、海水や水など魚が元々生活している環境に近づけたタンク（容器）で輸送することが多い。
日本でこの輸送が始まったのは1980年代のバブル景気の頃で、当時は輸送コストを掛けても高級料亭などを中心に採算が取れたため盛んに利用されたが、この中で輸送技術も発達してコストダウンも進み、2000年代では大衆向けの寿司屋などでも活魚を仕入れる所も見られる。
当然、水揚げされる漁港から遠いほど、生きたまま輸送することが難しくなるが、かつては漁港近隣でしか見掛けられなかった生簀のある料理店も、日本各地でしばしば見かけられるものとなっている。

## 歴史
活魚は、その原型を1930年代の北大路魯山人が主宰した星ヶ岡茶寮の美食倶楽部に求めることができる。一流料亭などが集まる東京・赤坂に存在したこの料亭は、日本でも最高の美食を求めたが、この時に魯山人は過去に鮎の刺身を食べ感激した京都府の和知川（由良川上流）から鉄道（蒸気機関車の牽引）と自動車とに木製の水槽をしつらえた特装車両を用意、当時はアクアリウムのような水浄化装置は望むべくも無かったため、人力で新鮮な水を継ぎ足しながら輸送したという話が残されている。しかしそれだけの労力を賭しても、大部分が輸送中に死んでしまったという。
その後しばらくは、美食のためにこれだけの財力を投入するところも無かったため、このような大仕掛けの輸送が行われることは無かった模様で、鮮度の高い食材は現地で食べた方がより確実でもあった。
だが、1980年代のバブル景気を契機として始まった異常なまでに贅を凝らした高級料亭の料理では、新鮮な食材を求めて、この「生きたまま魚を輸送する」という形態に再び日の目を当てた。この中では当初、単に水槽に空気を送り込みながら輸送するという形態であったが、やがてアクアリウムなどで培われた「水槽で魚を飼育する技術」が取り入れられ、循環式の水槽などで生きた魚が出す老廃物を処理して水を浄化したり、あるいは水温を下げて魚の活性度を低下させるといった方法や、果ては鍼麻酔を使って仮死状態にする（→快眠活魚）などの技術も登場している。
ただ、魚が生きている以上は生存のために体内に蓄えられた栄養を消費しているため、長距離を輸送された活魚はストレスにより風味が悪いという話も美食家筋から示されており、それを回避するために輸送されてきた活魚をしばらく店内の生簀で飼育して、体力の回復を待つなどの手法を取り入れる飲食店も見られる。

## 備考
- かつて江戸時代の行商人にも、水揚げされたばかりの魚を桶に水を張って売り歩くものがいた。しかし生類憐れみの令で1700年に禁止されている。
- 鱧は生命力が強い海水魚で、活魚の輸送技術が発達する遥か以前より、大阪で水揚げされたものが京都まで夏場でも生きたまま輸送できたことから、京都を中心に鱧を珍重し、美食の域まで高めた食文化が形成され、そこから全国に広まった。このため今日では、鱧は高級魚の地位を築いている。